# Hamaxoecs
Hamaxoecs (en llatí Hamaxoeci, en grec antic Ἁμάξοικοι, que significa 'viure al carro') o hamaxobians era el nom que els antic donaven a uns grups d'hordes nòmades que recorrien el nord-est d'Europa. Ni sembraven ni plantaven, anaven d'un lloc a l'altre vivint del que produïen els animals, especialment llet d'euga, formatge, pells, carn… i que es movien en carros coberts vímet i de pells, de manera similar a com els tàrtars ho van fer segles després.